# 鷹の爪団の世界征服ラヂヲ
『シン鷹の爪団の世界征服ラヂヲ』（しんたかのつめだんのせかいせいふくラヂヲ）は、TOKYO FM（以下TFM）とエフエム山陰（以下V-air）、エフエム高知（以下Hi-Six）で放送されていた生ラジオ番組である。なお番組正式名称は2016年10月27日までは『鷹の爪団の世界征服ラヂヲ』であったが、同年11月3日より『シン鷹の爪団の世界征服ラヂヲ』となり、2018年9月27日まで放送された。

## 概要
鷹の爪団が麹町にあるTFMのスタジオで団員獲得作戦に乗り出したという設定。
2012年8月2日放送開始。同年11月1日からはV-airでネットを開始し、2014年3月6日からはHi-Sixでもネットを開始した。ドコデモFM、Ustream、radiko（当時はTFMのみ、サービス対象地域外は有料）等でも聴取可能。
2018年9月27日放送終了。

## 出演者
- FROGMAN - 鷹の爪団とデラックスファイターのキャラクターボイスも担当
- 沼田健
- ペパ子 - DLE広報[1]

過去
- 星 - DLEアシスタント
- 鈴木あきえ

## 略歴
- 2012年8月2日 - 放送開始。
- 2012年8月24日 - Ustream生放送開始。
- 2012年11月1日 - V-airでの生放送（同時ネット）開始。
- 2013年4月4日 - 1時間番組に拡大。
- 2013年7月4日 - 番組開始後初の、スタジオ外（V-airのスタジオ）からの（収録）放送。
- 2014年3月6日 -　Hi-Sixの生放送（同時ネット）開始。番組開始後初の、スタジオ外（Hi-Sixのスタジオ）から生放送。
- 2016年10月27日 - Ustreamでの放送を終了。
- 2016年11月3日 - 番組リニューアル後初の、生放送。Facebook番組公式ページからの放送配信を開始。
- 2017年10月5日 - 放送時間が25:30 - 26:00に変更、30分番組に縮小される。
- 2018年9月27日 - 放送終了。

## タイムテ生放送
2013年11月28日放送時点。コーナーの時間は目安（日によって大幅変更の場合あり）
| 時刻    | の内容                                                                                  |
| ------- | --------------------------------------------------------------------------------------- |
| 25:00   | 放送開始 → 劇団鷹の爪 → オープニング → オープニングトーク(1)                            |
| 25:12頃 | TOKIO HOT ONE THOUSAND SP（1曲目） → オープニングトーク(2)                              |
| 25:16頃 | フリートークの沼                                                                        |
| 25:21頃 | ジングル → 世界征服研究所                                                               |
| 25:32頃 | ジングル → TOKIO HOT ONE THOUSAND SP（2曲目）                                           |
| 25:43頃 | ジングル → ドコデモFMのCM → 世界征服ラジオドラマ 劇団鷹の爪                             |
| 25:45頃 | コーナー                                                                                |
| 25:49頃 | ジングル → TOKIO HOT ONE THOUSAND SP（3曲目） → パピプペパコーナー → エンディングトーク |
| 25:52頃 | （時間のある限り）番組ツイッター宛のツイートユーザ名読み上げ → 放送終了                 |

- （2013年7月4日放送分のみ）「TOKIO HOT ONE THOUSAND」を「SHIMANE HOT ONE」に変更

## コーナー
- （世界征服ラジオドラマ） 劇団鷹の爪[2]
鷹の爪団のコント（ラジオ）ドラマ[6]
- 鷹の爪・クイズリクエスト
リスナーに電話をつなぎクイズを出してもらい、他のリスナーがTwitterで回答するコーナー。毎回指定された番号で正解したリスナーにプレゼントが贈られる。また問題を出題したリスナーの希望の曲が流される。
- フリートークの間[3]
タイトルの通り、フリートークのコーナー。
- 今週のフジハラ様（タイトルは自然消滅で現在は無名）
リスナーのフジハラさんが（毎週）番組宛に食べ物（島根の特産物）を送っていたためにできたコーナー。[3]
フジハラさんが送ってきた食べ物を紹介するという内容。
- パピプペパコーナー
鷹の爪グッズ（プレゼントの場合あり）や鷹の爪コラボ店舗・商品を紹介するコーナー。
- チュー練
リスナーに電話をつなぎ、電話越しに恋愛シミュレーション（キスシーン）を行う（電話相手のリスナーが望まないのに、勝手に行う場合がほとんど）。
- 大声村
大声村の住民と自負するリスナーに生電話をつなぎ、（深夜にかかわらず）電話越しに大声でセリフを叫んでもらおうというコーナー。
- ウィスパー村 → 小声村 [7]
小声村の住民と自負するリスナーに生電話をつなぎ、電話越しに小声で人には話せない秘密を語ってもらおうというコーナー。
- つもり村
- 恋愛警視庁25時
恋愛相談に出演者全員がまじめに答えるコーナー。オープニングは鈴木あきえと沼田健（ゲスト出演時にはゲストも）による「バッキューン」などの掛け声とともに始まる。
- TOKIO HOT ONE THOUSAND → TOKIO HOT ONE THOUSAND SP（スペシャル）[2] → TOKIO HOT ONE THOUSAND
プラスペプラー[8] 他 による曲紹介コーナー。J-WAVEのTOKIO HOT 100のパロディー。

7月4日放送分のみ「SHIMANE HOT ONE」に変更
|       | 内容                                                                            |
| ----- | ------------------------------------------------------------------------------- |
| 1曲目 | アビラ[10]による、ビラビラクイズ → 曲 →（曲の途中から）ビラビラクイズの正解発表 |
| 2曲目 | 曲（ヌマビラ[11]が仕切る事が多い）                                              |

## 過去のコーナー
お星様からのプレゼント
DLEアシスタントの星が、プレゼント商品（鷹の爪グッズ）を紹介するコーナー。
なぞなぞとクイズを征する者は世界を征す（なぞなぞ&クイズコーナー）
鈴木あきえの出題するなぞなぞを吉田君・総統・沼田健（+日によってはゲスト）が答える。

## ゲスト
- 安来のおじ & おがっち（2012年11月15日）
- 田村マリアンヌ（ぐるなびウエディング）（2012年11月22日）
- LUV and SOUL（2012年11月29日）
- Manzo（2012年12月6日）
- 錦織良成（2013年1月10日）
- 寺井広樹（2013年1月17日）
- □字ック（2013年1月24日）
- 中川ケイジ（日本ふんどし協会）（2013年1月31日）
- アイスマン福留（2013年2月14日）

## 放送局
| 放送地域       | 放送局   | 放送期間                       | 放送時間                                        | 放送系列   | 備考       |
| -------------- | -------- | ------------------------------ | ----------------------------------------------- | ---------- | ---------- |
| 東京都         | TOKYO FM | 2012年8月2日 - 2018年9月27日   | 木曜日 25:30 - 26:00 （生放送）                 | JFN系列    | 制作局     |
| 島根県・鳥取県 | V-air    | 2012年11月1日 - 2018年9月27日  | 木曜日 25:30 - 26:00 （生放送）                 | JFN系列    | 同時ネット |
| 高知県         | Hi-Six   | 2014年3月6日 - 2018年9月27日   | 木曜日 25:30 - 26:00 （生放送）                 | JFN系列    | 同時ネット |
| 日本全域       | Ustream  | 2012年8月24日 - 2016年10月27日 | 木曜日 24:55頃 - 26:00頃 （ラジオと同時生放送） | ネット配信 | 同時ネット |